# Vasco Núñez de Balboa
Vasco Núñez de Balboa, (španska izgovorjava: [ˈbasko ˈnuɲeθ ðe βalˈβo.a], španski raziskovalec, guverner in konkvistador, * okoli 1475, Jerez de los Caballeros, † okoli 12.–21. januarja 1519.
Najbolj znan je po tem, da je leta 1513 prečkal Panamski preliv v Tihi ocean in postal prvi Evropejec, ki je vodil odpravo, ki je iz Novega sveta videla ali dosegla Pacifik.
Leta 1500 je odpotoval v Novi svet in se po nekaj raziskovanja naselil na otoku Hispaniola. Leta 1510 je ustanovil naselje Santa María la Antigua del Darién v današnji Kolumbiji, ki je bila prva stalna evropska naselbina na celini Amerike (naselbina Alonsa de Ojede prejšnje leto v San Sebastiánu de Urabá je bilo že zapuščeno).

## Zgodnje življenje
Balboa se je rodil v Jerez de los Caballerosu v Španiji. Bil je potomec lorda stavbenika gradu Balboa na mejah Leona in Galicije. Njegova mati je bila Lady de Badajoz, oče pa hidalgo (plemič), Nuño Arias de Balboa. Malo je znanega o Vascovem zgodnjem otroštvu, razen da je bil tretji od štirih fantov v njegovi družini. V mladosti je služil kot paž in oproda Don Pedra de Portocarrera, gospodarja Moguerja.

## Zgodnja kariera
Leta 1500 se je na pobudo svojega gospodarja, potem ko je postala znana novica o potovanjih Krištofa Kolumba v Novi svet, odločil, da se skupaj z Juanom de la Coso odpravi na prvo potovanje v Ameriko na odpravo Rodriga de Bastidasa. Bastidas je imel dovoljenje za vračanje zaklada za kralja in kraljico, medtem ko je obdržal štiri petine zase, v skladu s politiko, znano kot quinto real ali kraljeva petina. Leta 1501 je prečkal karibsko obalo od vzhoda Paname, vzdolž kolumbijske obale, skozi zaliv Urabá proti Cabo de la Vela na polotoku Guajira. Odprava je nadaljevala raziskovanje severovzhoda Južne Amerike, dokler niso ugotovili, da nimajo dovolj ljudi in odpluli na Hispaniolo.
S svojim deležem zaslužka iz te akcije se je Balboa leta 1505 naselil v Hispanioli, kjer je več let bival kot plantažnik in prašičerejec. V tem poslu ni bil uspešen, končal je v dolgovih in je bil prisiljen zapustiti življenje na otoku.
Leta 1508 je španski kralj Ferdinand II. Aragonski (Katoliški) začel osvajati Tierra Firme (območje, ki približno ustreza Panamski ožini). Ustvaril je dve novi ozemlji v regiji med El Cabo de la Vela (blizu vzhodne meje Kolumbije) in El Cabo de Gracias a Dios (meja med Hondurasom in Nikaragvo). Zaliv Urabá je postal meja med obema ozemljema: Nueva Andalucia na vzhodu, ki ji upravlja Alonso de Ojeda, in Veragua na zahodu, ki ji upravlja Diego de Nicuesa.
Leta 1509 je Balboa, ki je želel pobegniti svojim upnikom v Santo Domingu, odplul kot slepi potnik in se skril v sodu skupaj s svojim psom Leoncicom v odpravi, ki jo je vodil Alcalde Mayor Nove Andaluzije, Martín Fernández de Enciso, katerega naloga je bila pomagati Alonsu de Ojedi, njegovemu nadrejenemu.
Ojeda je skupaj s 70 možmi ustanovil naselje San Sebastián de Urabá v Novi Andaluziji, na mestu, kjer je bilo pozneje zgrajeno mesto Cartagena de Indias. Naseljenci so naleteli na odpor tamkajšnjih domačinov, ki so uporabljali zastrupljeno orožje, Ojeda pa je bil ranjen v nogo. Kmalu je Ojeda odplul proti Hispanioli in zapustil kolonijo pod nadzorom Francisca Pizarra, ki je bil takrat le vojak, ki je čakal na prihod Encisove odprave. Ojeda je prosil Pizarra, naj pusti nekaj moških v naselju za 50 dni in, če ob koncu tega časa ne bo prispela pomoč, naj uporabi vsa možna sredstva, da se vrne v Hispaniolo.
Preden je odprava prispela v San Sebastián de Urabá, je Fernández de Enciso odkril Balboa na krovu ladje in mu zagrozil, da ga bo pustil na prvem nenaseljenem otoku, na katerega so naleteli. Kasneje se je premislil in se odločil, da bo Balboino poznavanje te regije, ki jo je raziskal osem let prej, zelo koristno. Zaradi tega, poleg prošenj posadke za njegovo življenje, Fernándezu de Encisu ni preostalo drugega, kot da prizanese Balboi in ga obdrži na krovu. Poleg tega sta se oba strinjala z odstranitvijo Nicuesa kot guvernerja Verague.
Ko je minilo 50 dni, se je Pizarro začel pripravljati na vrnitev v Hispaniolo, ko je prispela Encisova ladja. Balboa je postal priljubljen med posadko zaradi svoje karizme in poznavanja regije. Nasprotno pa Fernández de Enciso moškim ni bil všeč. Mnogi niso odobravali njegovega ukaza, naj se vrne v San Sebastián, zlasti potem, ko so po prihodu odkrili, da je naselje popolnoma uničeno in da jih domačini že čakajo, kar je privedlo do vrste neusmiljenih napadov.

## Ustanovitev Santa María la Antigua del Darién
Balboa je predlagal, da se naselje San Sebastián preseli v regijo Darién, zahodno od zaliva Urabá, kjer so bila tla bolj rodovitna in so domačini nudili manj odpora. Fernández de Enciso je resno razmislil o tem predlogu in polk je pozneje odšel v Darién, kjer je domači cacique (poglavar) Cémaco čakal s 500 bojevniki, pripravljenih na boj. Španci, ki so se bali velikega števila sovražnikovih borcev, so v Sevilji v čast Virgen de la Antigua zaobljubili, da bodo po njej poimenovali naselje v regiji, če ga bodo osvojili. To je bila težka bitka za obe strani, a zmagali so Španci.
Cémaco je s svojimi bojevniki zapustil mesto in se napotil v džunglo. Španci so oropali hiše in zbrali zaklad zlatih okraskov. Balboa je držal zaobljubo. Septembra 1510 je ustanovil prvo stalno naselje na celinskih ameriških tleh in ga poimenoval Santa María la Antigua del Darién.

## Župan Santa Maríe
Zmaga Špancev nad domačini in ustanovitev Santa María la Antigua del Darién, ki je zdaj v razmeroma mirni regiji, sta Balboi prislužila avtoriteto in spoštovanje med njegovimi spremljevalci. Bili so vse bolj sovražni do župana Alcaldea Fernándeza de Encisa, ki so ga imeli za pohlepnega despota zaradi omejitev, ki jih je uvedel pri njihovem prilaščanju domorodnega zlata.
Balboa je izkoristil situacijo in deloval kot tiskovni predstavnik nezadovoljnih naseljencev. Fernándeza de Encisa je odstranil s položaja župana (alcalde mayor) z naslednjim pravnim manevrom: Fernández de Enciso je zdaj nadzoroval območje v Veragui, zahodno od zaliva Urabá; ker je nadomeščal Alonsa de Ojedo, je bil njegov mandat nelegitimen, ker je bil guverner Verague Diego de Nicuesa, ne Ojeda; zato je treba Fernándeza de Encisa odstaviti in aretirati. Po odstavitvi Fernándeza de Encisa je bila ustanovljena bolj odprta vlada in izvoljen je bil občinski svet (prvi v Ameriki). Imenovana sta bila dva alcaldes: Martín Samudio in Vasco Núñez de Balboa.
Kmalu za tem je v Santa Marío prispela flotilja pod vodstvom Rodriga Enriqueja de Colmenaresa. Njegov cilj je bil najti Nicueso, ki se je soočala tudi z nekaterimi težavami na severu Paname. Ko je de Colmenares izvedel za nedavne dogodke, je mestne naseljence prepričal, da se morajo podrediti oblasti Nicuese, saj je njihova dežela v njegovi jurisdikciji. Enrique de Colmenares je povabil dva predstavnika, ki naj bi jih imenovala lokalna vlada, da potujeta s svojo flotiljo in ponudita Nicuesi oblast nad mestom. Predstavnika sta bila Diego de Albites in Diego del Corral.

## Guverner Veragua
Enrique de Colmenares je zaradi spopada z lokalnimi domačini našel Nicuesa blizu mesta Nombre de Dios, težko ranjenega in z malo preostalimi moškimi. Po njegovem reševanju je guverner Nicuesa slišal za Balboine podvige, nagrado poglavara Cémaca in blaginjo Santa Marije. Zaobljubil se je, da bo kaznoval Balboa takoj, ko bo dobil nadzor nad mestom, saj je svoja dejanja obravnaval kot izziv svoji oblasti v Veragui.
Neki Lope de Olano, ki je bil zaprt skupaj z drugimi nezadovoljneži, je prepričal predstavnike Santa Marie, da bodo storili resno napako pri predaji nadzora Nicuesi, ki ga je opisal kot krutega, pohlepnega in sposobnega uničiti blaginjo mesta. S temi dokazi sta Albites in del Corral pobegnila v Dariéna pred Nicuesom in obvestila Balboo in občinske oblasti o namerah guvernerja.
Ko je Nicuesa prispel v mestno pristanišče, se je pojavila množica in zaradi nemirov, ki so sledili, se guverner ni mogel izkrcati. Nicuesa je vztrajal pri sprejemu, ne več kot guverner, ampak kot preprost vojak, a mu kolonisti kljub temu niso dovolili izkrcanja. On in še 17 drugih so bili prisiljeni vkrcati se na nesposoben čoln z malo zalog, nakar so jih 1. marca 1511 izpustili na morje. Ladja je izginila in za Nicueso in njegovimi ljudmi ni pustila sledi. Na ta način je Balboa postal guverner (gobernador)  Verague.

## Konkvistador
Z naslovom guvernerja je prišla absolutna oblast v Santa Maríi in vsej Veragui. Eno prvih Balboovih dejanj kot guvernerja je bilo sojenje Fernándezu de Encisu, obtoženemu uzurpiranja guvernerjeve oblasti. Fernández de Enciso je bil obsojen na zapor, njegova lastnina pa je bila zaplenjena. V zaporu naj bi ostal le kratek čas. Balboa ga je osvobodil pod pogojem, da se takoj vrne v Hispaniolo in od tam v Španijo. Z njim sta bila na isti ladji dva predstavnika Balboe, ki naj bi kolonialne oblasti obvestila o razmerah in zahtevala več ljudi in zalog za nadaljevanje osvajanja Verague.
Balboa je še naprej premagoval različna plemena in se spoprijateljil z drugimi, raziskoval reke, gore in močvirja, medtem ko je iskal zlato in sužnje ter širil svoje ozemlje. Znal je zadušiti upore med svojimi možmi, ki so izpodbijali to oblast, in si je s silo, diplomacijo in pogajanji prislužil določeno spoštovanje in strah med domačini. V pismu, naslovljenem na španskega kralja, je nekoliko ironično izrazil, da mora med svojimi odpravami delovati kot spravna sila.
Uspelo mu je posaditi koruzo, prejel je sveže zaloge iz Hispaniole in Španije ter svoje može navadil na življenje raziskovalcev na novih ozemljih. Balboa je uspel zbrati veliko zlata, večino iz okraskov, ki so jih nosile avtohtone ženske, ostalo pa so pridobili z nasiljem.
Italijanski zgodovinar Peter Martyr d'Anghiera je v svojih De orbe novo decades  zapisal, kako je Balboa svoje pse nahranil s 40 lokalnimi homoseksualci. Balboa, razburjen zaradi »kraljevega brata in drugih mladeničev, uslužnih moških, [ki] so bili žensko oblečeni v ženska oblačila [... od tistih, v katerih je kraljev brat] šel predaleč z nenaravno« jih je štirideset vrgel kot hrano za pse. D'Anghiera nadaljuje svojo zgodbo in pravi, da jih je »naravno sovraštvo do nenaravnega greha« domorodcev gnalo tako, da so »spontano in nasilno iskali vse ostale, za katere bi vedeli, kdo je okužen«. Navsezadnje D'Anghiera omenja, da so »samo plemiči in gospodje izvajali takšno željo. [...] avtohtono ljudstvo je vedelo, da sodomija hudo žali Boga.[... In da so ta dejanja izzvala] nevihte, ki so se z tako pogosto sta jih prizadela grmenje in strele, ali pa poplave, ki so utopile njihove sadove, ki so povzročile lakoto in bolezen.« 
Konec leta 1512 in v prvih mesecih leta 1513 je prispel v regijo, kjer je prevladoval cacique Careta, ki ga je zlahka premagal in se nato spoprijateljil. Careta je bil krščen in postal eden od Balboovih glavnih zaveznikov. Preživetje naseljencev je zagotovil z obljubo, da bo Špance oskrboval s hrano. Balboa je nato nadaljeval svojo pot in prispel v dežele Caretinega soseda in tekmeca, caciquea Ponca, ki je s svojimi ljudmi pobegnil v gore in pustil svojo vas odprto za ropanje Špancev in Caretinih mož. Nekaj dni pozneje je odprava prispela v dežele cacique Comogre, rodoviten, a domnevno nevaren teren. Balboa je bil mirno sprejet in celo povabljen na pogostitev v njegovo čast; Comogre je bil tako kot Careta nato krščen.
Leta 1513 je Balboa napisal obsežno pismo španskemu kralju, v katerem je zahteval več ljudi (ki so bili že aklimatizirani) iz Hispaniole, orožje, zaloge, tesarje, ki so seznanjeni z ladjedelništvom in vse potrebne materiale za gradnjo ladjedelnice. V naslednjem pismu iz leta 1515 je dejal, da so »Indijanci, ki so bili kot ovce, postali kot levi.« Skliceval se je na svojo humanitarno politiko do domačinov, obenem pa priporoča izjemno strogost pri ravnanju s kanibali. in nasilna plemena.
Balboa je v deželah Comogre prvič slišal za drugo morje. Začelo se je s prepirom med Španci, ki niso bili zadovoljni s pičlimi količinami zlata, ki so jim bile dodeljene. Comogrejev najstarejši sin Panquiaco, jezen zaradi španskega pohlepa, je prevrnil tehtnico za merjenje zlata in vzkliknil: »Če ste tako lačni zlata, da zapustite svoje dežele, da bi povzročali prepir v deželah drugih, vam bom pokazal pokrajino, kjer lahko potešite to lakoto.« Panquiaco jim je povedal o kraljestvu na jugu, kjer so bili ljudje tako bogati, da so jedli in pili iz krožnikov in čaš iz zlata, a da bodo osvajalci potrebovali vsaj tisoč mož, da bi premagali plemena, ki živijo v notranjosti in tiste na obali o drugem morju.

## Evropsko odkritje Tihega oceana
Balboa je z velikim zanimanjem prejel nepričakovano novico o novem kraljestvu – bogatem z zlatom. V začetku leta 1513 se je vrnil v Santa Marío, da bi zaposlil več mož iz Hispaniole. Tam je izvedel, da je Fernández de Enciso kolonialnim oblastem povedal, kaj se je zgodilo v Santa Maríi. Potem ko je videl, da iz Hispaniole ne bo pomoči, je Balboa poslal Enriqueja de Colmenaresa neposredno v Španijo, da bi poiskal pomoč.
Medtem ko je bila v Santa Maríi organizirana odprava na Južno morje (ime v času Tihega oceana ), so nekateri raziskovalci potovali približno 50 km navzgor po reki Atrato proti notranjosti, vendar so se vrnil praznih rok. Balboova prošnja za ljudi in zaloge je bila zavrnjena: Encisov primer je bil do takrat splošno znan na španskem dvoru. Zato Balboa ni imel druge izbire, kot da izvede svojo odpravo z nekaj sredstvi, ki jih je imel pri roki v Santa Maríi.
S pomočjo informacij različnih prijaznih caciques je Balboa 1. septembra 1513 začel svojo pot čez Panamsko ožino skupaj s 190 Španci, nekaj domačimi vodniki in tropom psov. Z manjšo brigantino in desetimi domačimi kanuji so pluli ob obali in pristali na ozemlju cacique Carete. 6. septembra se je nadaljevala odprava, zdaj okrepljena s 1000 Caretinimi možmi in vstopila v deželo cacique Ponca. Ponca se je reorganiziral in napadel, vendar je bil poražen in prisiljen v zavezništvo z Balboo. Po nekaj dneh in z več Poncinimi možmi je odprava 20. septembra vstopila v gosto džunglo in štiri dni pozneje z nekaj težavami prispela v dežele cacique Torecha, ki je vladal v vasi Cuarecuá. V tej vasi se je zgodil hud boj, med katerim so Balboove sile premagale Torecha, ki ga je ubil eden od psov. Torechini privrženci so se odločili, da se pridružijo odpravi. Skupina je bila takrat izčrpana in več moških je bilo hudo ranjenih, zato so se mnogi odločili ostati v Cuarecuái, da si povrnejo moč.
Nekaj mož, ki so nadaljevali pot z Balboo, je naslednji dan vstopilo v gorovje ob reki Chucunaque. Po informacijah domačinov je bilo z vrha tega območja mogoče videti Južno morje. Balboa je šel naprej in tistega dne, 25. septembra pred poldnevom, je dosegel vrh in zagledal, daleč na obzorju, vode neodkritega morja. Čustva so bila taka, da so se ostali nestrpno pridružili in pokazali veselje ob Balboovem odkritju. Andrés de Vera, kaplan odprave, je intoniral Te Deum (lat. za Tebe Bog), možje pa so postavili kamnite piramide in z meči vrezali križe na lubje dreves, da bi označili kraj, kjer je bilo odkritje Južnega morja.

## Posest in osvajanje Južnega morja
Po trenutku odkritja se je odprava z gorovja spustila proti morju in prispela v dežele cacique Chiapesa, ki je bil po kratki bitki poražen in povabljen, da se pridruži odpravi. Iz dežele Chiapesa so se tri skupine odpravile v iskanje poti do obale. Skupina, ki jo je vodil Alonso Martín, je dva dni pozneje prispela na obalo. S kanujem so se odpeljali na kratko izvidniško potovanje in tako postali prvi Evropejci, ki so pluli po Tihem oceanu ob obali Novega sveta. Nazaj v domeni Chiapesa je Martín obvestil Balboa, ki je s 26 možmi odkorakal proti obali. Ko je bil tam, je Balboa dvignil roke, meč v eni in prapor s podobo Device Marije v drugi, stopil do kolen v ocean in zahteval lastništvo novega morja in vseh sosednjih dežel v imenu Španskih suverenov.
Po prepotovanju več kot 110 km je Balboa zaliv, kjer so končali, poimenoval San Miguel, ker so prispeli 29. septembra, na praznik nadangela Mihaela. Novo morje je poimenoval Mar del Sur, saj so potovali na jug, da bi ga dosegli.
Balboov glavni namen v odpravi je bilo iskanje z zlatom bogatih kraljestev, ki jih je obljubil Panquiaco. V ta namen je prečkal dežele caciques Coquera in Tumaco, jih zlahka premagal in vzel njihovo bogastvo zlata in biserov. Nato je izvedel, da je na otokih, ki jim je vladal Terarequí, močan in prestrašen cacique, veliko biserov. Balboa se je z več kanuji odpravil proti tem otokom, čeprav je bil začetek oktobra in vremenske razmere niso bile naklonjene. Komaj je razločil otoke, največjega pa je poimenoval Isla Rica (danes znan kot Isla del Rey). Celotno skupino je poimenoval Archipiélago de las Perlas, kot jo imenujejo še danes.
Novembra se je Balboa odločil, da se vrne v Santa Marío, vendar po drugi poti, da bi še razširil svoje ozemlje in pridobil več zlata. Prešel je regije Teoca, Pacra, Bugue Bugue, Bononaima in Chorizo, nekatere je premagal s silo in se z drugimi spoprijateljil z diplomacijo. Posebno krvava bitka je potekala proti cacique Tubanamá, ki ga je Balboa na koncu premagal. Decembra je odprava prispela nazaj na karibsko obalo, ob zaliv San Blas, pas zemlje, ki mu je vladal cacique Pocorosa. Od tam se je odpravil v deželo Comogreja in ugotovil, da je umrl njegov starejši zaveznik. Zdaj je bil poglavar njegov sin Panquiaco.
Od tam je prečkal dežele Ponca in Careta in prispel v Santa Marijo 19. januarja 1514 z zakladom bombažnega blaga, vrednega več kot 100.000 castellanosov zlata, da o biserih sploh ne govorimo. Vse to se ni primerjalo z velikostjo odkritja Južnega morja v imenu Španije. Balboa je naročil Pedru de Arbolanchi, naj odpluje v Španijo z novico o tem odkritju. Eno petino zaklada je poslal tudi kralju, kot je zahteval zakon.

## Spori s Pedrom Ariasom
Obtožbe Fernándeza de Encisa, ki ga je odstavil Balboa, ter odstranitev in izginotje guvernerja Ojede so prisilile kralja, da je imenoval Pedra Ariasa Dávila za guvernerja novoustanovljene province Castilla de Oro. Arias, bolj znan kot Pedrarias Dávila in ki je kasneje postal razvpit po svoji krutosti, je prevzel nadzor nad Veraguo in uspel umiriti situacijo. Pedrarias je prispel iz Arbolancha v Španiji z odpravo 1500 mo in 17 ladij, s čimer je zagotovil, da so bile Balboovee prošnje kroni po več mož in zalogah izpolnjene. To bi bila do tega datuma največja in najbolj popolna odprava za odhod iz Španije v Novi svet.
Pedrariasa je na tej odpravi spremljal Gaspar de Espinosa, ki je opravljal funkcijo alcalde mayor; isti Martín Fernández de Enciso, ki ga je Balboa prisilil v izgnanstvo, zdaj kot glavni policist (alguacil mayor) ; kraljevi častnik in kronist Gonzalo Fernández de Oviedo y Valdés; pa tudi več kapitanov, med njimi Juan de Ayora, Pedrariasov poročnik. Bilo je tudi več klerikov, predvsem frančiškanski pater Juan de Quevedo, imenovan za škofa v Santa Maríi. Med popotniki so bile tudi ženske, med njimi Isabel de Bobadilla, Pedrariasova žena. Več kot 500 moških je umrlo zaradi lakote ali slabega vremena kmalu po prihodu v Darién. Fernández de Oviedo je opazil, da bodo vitezi, odeti v svilo in brokat, ki so se hrabro odlikovali v italijanskih vojnah, zaradi narave tropske džungle umrli, razjedani od lakote in vročine.
Balboa je julija 1514 sprejel Pedrariasa in njegove predstavnike in odpovedno sprejel njegovo zamenjavo kot guverner in župan. Naseljencem pa sprememba ni bila všeč in nekateri so se nameravali boriti proti Pedrariasu, čeprav je Balboa izkazal spoštovanje do novih kolonialnih oblasti.
Takoj, ko je Pedrarias prevzel vodenje, je Gaspar de Espinosa dal aretirati Balboo in mu soditi v odsotnosti ter ga obsodil na plačilo odškodnine Fernándezu de Encisu in drugim. Vendar je bil spoznan za nedolžnega glede obtožbe umora Nicuesa, zato so ga kmalu zatem izpustili.
Zaradi prenaseljenosti v Santa Maríi je Pedrarias pozval več ekspedicij, naj poiščejo nove lokacije, primerne za naselitev. Balboa je od Pedrariasa zahteval, naj mu dovoli raziskovanje regije Dabaibe ob reki Atrato, saj se je govorilo o obstoju templja, polnega ogromnega bogastva. Vendar se je ta odprava izkazala za neuspešno, in Balboa je bil ranjen zaradi nenehnih napadov domačinov v regiji.
Vendar ta neuspeh ni odvrnil Balboovih ambicij, da se vrne na raziskovanje Južnega morja. Na skrivaj se je dogovoril za novačenje kontingenta ljudi s Kube. Ladja, ki jih je prevažala, je pristala tik pred Santa Marío, njen oskrbnik pa je obvestil Balboo o njihovem prihodu in v zameno prejel 70 zlatih castellanosov. Pedrarias je kmalu izvedel za ladjo; jezen je dal aretirati Balboa, vzel vse njegove ljudi in ga nameraval zapreti v leseno kletko. Pri tem ga je preprečil škof de Quevedo, ki ga je pozval, naj ne zlorablja svoje moči nad Balboo.
Na srečo za Balboa je približno v tem času španska krona končno priznala njegove dragocene storitve. Kralj mu je podelil naslova Adelantado  južnih morij in Gobernador Paname in Coibe. Poleg tega je kralj naročil Pedrariasu, naj Balboi izkaže največje spoštovanje in se z njim posvetuje o vseh zadevah, ki se nanašajo na osvojitev in vlado Castilla de Oro. Zaradi vsega tega naj bi Pedrarias izpustil in oprostil Balboa ter umaknil vse obtožbe, ki so bile vložene proti njemu v zvezi s tajnim novačenjem odpravne skupine.

## Padec in smrt
Takrat je rivalstvo med Balboo in Pedrariasom nenadoma prenehalo, v veliki meri zaradi posredovanja škofa de Queveda in Isabel de Bobadilla, ki sta poskrbela za Balboovo poroko z Marijo de Peñaloso, eno od Pedrariasovih hčera , ki je bila v Španiji. Kmalu zatem je škof odšel v Španijo in poroka je potekala po pooblaščencu (nikoli se nista srečala, ker je bila v Španiji, Balboa pa se nikoli ne bo vrnil v domovino). Prijateljstvo med Pedrariasom in Balboo je trajalo komaj dve leti, vendar je v tem času Balboa izkazal veliko sinovsko naklonjenost do svojega tasta.
Balboa je želel nadaljevati raziskovanje Južnega morja, vendar je Pedrarias naredil vse, da bi odložil njegov odhod. Glede na novo razmerje med njima, ga Pedrarias ni mogel ustaviti za nedoločen čas in končno je privolil, da Balboa pusti na novo odpravo in mu dal dovoljenje za raziskovanje za leto in pol.
Leta 1519 se je Balboa s 300 možmi preselil v Aclo in z uporabo delovne sile domorodcev in afriških sužnjev uspel zbrati material, potreben za gradnjo novih ladij. Potoval je do reke Balsas (Río Balsas), kjer je dal zgraditi štiri ladje. Prepotoval je 74 km po Pacifiku, okoli Bisernih otokov in obale Dariéna, do mesta Puerto Piñas, imenovanega tako zaradi velikih količin ananasa (piñas), ki jih je tam našel. Nato se je vrnil v Aclo, da bi nadaljeval gradnjo močnejših ladij.
Po vrnitvi je Pedrarias pisal topla pisma, v katerih je Balboa pozval, naj se čim prej vrne. Balboa je hitro ubogal. Na pol poti do Santa Maríe je naletel na skupino vojakov, ki jim je poveljeval Francisco Pizarro, ki ga je aretiral v imenu guvernerja in ga obtožil, da si je skušal uzurpirati Pedrariasovo oblast in ustvariti ločeno vlado v Južnem morju. Balboa je ogorčen zanikal vse obtožbe in zahteval, da ga odpeljejo v Španijo, kjer mu bodo sodili. Pedrarias je skupaj z Martinom Encisom odredil, da sojenje poteka brez odlašanja.
Balboovo sojenje se je začelo januarja 1519 in 15. januarja ga je Espinosa obsodil na smrt z odsekanjem glave. Na isto usodo so bili obsojeni štirje Balboovi prijatelji, Fernando de Argüello, Luis Botello, Hernán Muñoz in Andrés Valderrábano, obtoženi kot sostorilci. Sodba naj bi bila izvršena v Acli, da se pokaže, da ima zarota korenine v tej koloniji.
Ko so Balboa in njegove prijatelje vodili v blok, je mestni glasnik razglasil: »To je pravica, ki jo kralj in njegov poročnik Pedro Arias de Ávila nalagata tem možem, izdajalcem in uzurpatorjem ozemlja krone.« Balboa ni mogel zadržati ogorčenja in je odgovoril: »Laži, laži! Takšni zločini še nikoli niso imeli mesta v mojem srcu, vedno sem zvesto služil kralju, brez misli na to, da bi povečal njegovo oblast.« Pedrarias je opazoval usmrtitev, skrit za ploščadjo. Krvnik je Balboa in njegove štiri prijatelje obglavil s sekiro. Za Balboa je potreboval tri poskuse. Njihove glave so bile nekaj dni javno razstavljene, kot znak Pedrariasove moči. Končna lokacija Balboovih posmrtnih ostankov ni znana, deloma zato, ker ni zapisov o tem, kaj se je zgodilo v Acli po usmrtitvi.
Gaspar de Espinosa, Pedrariasov podrejenec, je plul po Južnem morju na krovu ladij, ki jih je naročil Balboa. Leta 1520 je Ferdinand Magellan morje zaradi mirnih voda preimenoval v Tihi ocean.

## Zapuščina
Čeprav je Balboa utrpel prezgodnjo smrt, se njegova dejanja in dejanja v zgodovini spominjajo kot prvega Evropejca, ki je prečkal Ameriko. Številni parki in avenije po Panami nosijo ime Vasco Núñez de Balboa, številni spomeniki pa častijo njegovo odkritje Južnega morja. Panamska valuta se imenuje Balboa, njegova podoba pa je prikazana na sprednji strani večine panamskih kovancev. Njegovo ime je vezano tudi na glavno pristanišče mesta Panama, Balboa (pacifiški vhod v Panamski prekop) in okrožje Balboa v provinci Panamá, kamor spadajo Biserni otoki, ki jih je odkril. V San Franciscu v Kaliforniji, ZDA, se Balboovo ime pojavlja med vrsto avenij, ki so poimenovane po španskih konkvistadorjih, v soseski Balboa Park in srednji šoli Balboa v okrožju Excelsior. Poleg središča San Diega v Kaliforniji je tudi velik park (Balboa Park), ki je bil leta 1910 poimenovan po njem. Balboovo ime častijo tudi v Madridu z ulico in postajo podzemne železnice.
Eno najvišjih priznanj, ki jih je panamska vlada podelila uglednim in izjemnim osebnostim, tujim in domačim, je Orden Vasco Núñez de Balboa, v različnih stopnjah, kot je določeno z zakonom 27 z dne 28. januarja 1933.
Po njem je bil poimenovan lunin krater Balboa.
Balboa se pojavlja v besedilih pesmi The Great Nations of Europe skladatelja/pevca Randyja Newmana.
Vasco Nunez de Balboa je bil predstavljen na apoenu za 1 cent Panamsko-pacifiške razstave leta 1913. Balboa za 1 cent je plačal za 1 cent kartice in je bil uporabljen v kombinaciji z drugimi apoeni za izpolnjevanje velike teže in tujih destinacij. Urad za graviranje in tisk je javnosti izdal več kot 330 milijonov teh.
SENAN-ova mornariška baza Vasco Nuñez de Balboa v mestu Panama je poimenovana po Balboi.
Leta 2020 je Iberdrola dala v uporabo fotovoltaično elektrarno Núñez de Balboa v Usagreju v Badajozu. S 500 MW je bila takrat največja fotovoltaična elektrarna v Evropi.